# Бьюфорд, Джон
Джон Бьюфорд Младший (англ. John Buford, Jr.; 4 марта 1826 — 16 декабря 1863) — офицер американской кавалерии во время гражданской войны. Участвовал во многих сражениях войны, но известен в основном тем, что начал битву под Геттисбергом.

## Ранние годы
Бьюфорд родился в округе Вудфорд (штат Кентукки), но с восьми лет жил в Рок-Айленде (штат Иллинойс). Его отец был известным иллинойсским политиком-демократом и политическим оппонентом Авраама Линкольна. Бьюфорды имели английское происхождение и в их семье была долгая традиция военной службы. Симеон Бьюфорд, дед Джона, служил в кавалерии в годы американской войны за независимость под командованием Генри Ли III, отца Роберта Ли. Единокровный брат Джона, Наполеон Бонапарт Бьюфорд, стал генерал-майором федеральной армии, а двоюродный брат Авраам Бьюфорд — бригадным генералом армии Конфедерации.
Окончив Кхокс-Колледж в Гэйлсберге (штат Илинойс), Бьюфорд в 1844 году поступил в академию в Вест-Пойнте. Старше Бьюфорда учились Фицджон Портер (выпуск 1845 года), Джордж Макклелан (выпуск 1846), Томас Джексон (1846), Джордж Пикетт (1846) и два его будущих командира — Джордж Стоунмен (1846) и Эмброуз Бернсайд (1847). Вместе с Бьюфордом учился будущий генерал Конфедерации Джордж Стюарт.
Бьюфорд окончил академию в 1848 году 16-м из 38-ми кадетов и был определён в 1-й драгунский полк во временном звании второго лейтенанта. Через год его перевели во 2-й драгунский полк. Он служил в Техасе, участвовал в войнах с индейцами сиу, потом в Канзасе и в ютских войнах 1858 года. С 1859 по 1861 год жил в Форт-Криттенден (штат Юта). Интересовался работами генерала Джона Уатса де Пейстера и его теорией использования стрелковой цепи.

## Гражданская война
Когда началась гражданская война, многим вест-пойнтцам, и Бьюфорду в их числе, пришлось выбирать между Севером и Югом. У Бьюфорда были все основания связать свою судьбу с Конфедерацией: он был кентуккиец по рождению, сын рабовладельца, родственники его жены и его собственные сражались в армиях Юга. С другой стороны, он вырос на Севере и на него сильно повлияли два человека: полковники Херни и Кук, которые, будучи южанами, остались в армии США. Северокаролинец Джон Гиббон, столкнувшийся с тем же выбором, вспоминал:

Однажды ночью мы были в его комнате и Бьюфорд сказал, как всегда медлительно и задумчиво: «Я получил письмо от губернатора Кентукки. Он приглашает меня в Кентукки и говорит, что у меня будет все, что я захочу». С изрядной долей беспокойства я спросил его: «Что ты ответил, Джон?». И велико ж было мое облегчение, когда он ответил: «Я сказал ему, что я капитан армии США и предпочитаю оставаться таковым».
В ноябре 1861 года был назначен ассистентом инспектора в ранге майора, прослужил несколько месяцев под Вашингтоном и в июле 1862 года стал бригадным генералом волонтеров. В том году он получил своё первое назначение: командиром кавалерийской бригады во втором корпусе Вирджинской армии. Он участвовал во втором сражении при Бул-Ран, где лично водил бригаду в атаку и получил несерьезное ранение в колено. Некоторые газеты даже сообщили о его смерти. После выздоровления он вернулся в армию и был определён на штабную должность, хотя стремился к полевой службе. Во время Мэрилендской кампании Бьюфорд участвовал в сражениях у южной горы и Шарпсберга, передав штабную должность Джорджу Стоунману. Когда командиром Потомакской армии стал Джозеф Хукер, он направил Бьюфорда в 1-ю дивизию кавалерийского корпуса, где Бьюфорд стал командовать резервной бригадой.
После сражения при Чанселорсвилле Хукер сместил Стоунмана и назначил командиром кавалерийского корпуса Альфреда Плезантона, хотя потом признавал, что Бьюфорд лучше подходил для этой должности. 9 июня 1863 года Бьюфорд командовал своей дивизией в сражении у станции Бренди, самом крупном кавалерийском сражении войны. Через несколько дней принял участие в сражении при Аппервиле, где пытался обойти левый фланг кавалерийских бригад Стюарта.

### Геттисбергская кампания
В начале Геттисбергской кампании Бьюфорд уже командовал 1-й дивизией кавалерийского корпуса, бригадами Гэмбла, Мерритта и Дэвина. 27 июня его дивизия перешла Потомак и 28 июня встала лагерем около Мидллтауна, приводя себя в порядок. 29 июня бригада Мерритта была отправлена в Механикстаун, а бригады Гэмбла и Дэвина отправились на север и встали лагерем около селения Фэирфилд на дороге Геттисберг — Хагерстаун. «Население знало о моем прибытии и о месте лагеря противника, но никто из них не сообщил мне ничего, даже не упомянул о факте присутствия противника. Вся община была, казалось, в панике, все боялись что-то говорить или делать, говоря в оправдание: 'мятежники разрушат наши дома, если мы что-то скажем'». Утром 30 июня Бьюфорд выступил на Геттисберг, однако встретил неизвестные части противника и повернул назад, на Эммитсберг, где встретил генерала Рейнольдса и согласовал с ним дальнейшие действия. Оттуда он отправился в Геттисберг, куда прибыл днём и обнаружил там наступающую бригаду противника. Южане (бригада Петтигрю) отступили, не принимая боя. Вся ночь ушла у Бьюфорда на сбор информации.
На рассвете 1 июля две кавалерийские бригады (Гэмбла и Девина) заняли высоты, находящиеся к западу от Геттисберга. Дальнее охранение обеспечивала пикетная линия, Гэмбл выделил 275 человек для прикрытия западного направления. Пикеты Дэвина прикрывали северное направление. Вторая линия располагалась ближе к Геттисбергу, на хребте Герр-Ридж (Гэмбл поставил там 500 человек), и основная линия — на хребте МакФерсона, где Бьюфорд разместил шесть трехдюймовых орудий.
Утром 1 июля появились две бригады противника (Хета и Арчера). Передовые пикеты Бьюфорда отступили к Герр-Ридж, присоединились ко второй линии пикетов и этот отряд, теперь численностью около 500 человек, открыл огонь по наступающему противнику и сумел продержаться примерно 45 минут. Когда южанам удалось взять Герр-Ридж, им пришлось задержаться для наведения порядка в своих рядах. Примерно в 09:15 они двинулись дальше — через долину ручья Уиллоуби на хребет МакФерсона. Бригада Гэмбла в это время заняла позиции слева от Чамберсбергской дороги, бригада Дэвина — справа. Бьюфорд наблюдал за происходящим с Семинарского хребта, поднявшись на башню здания находившейся здесь лютеранской семинарии.
Прибывший Рейнольдс спросил: «Как все идёт, Джон?» Бьюфорд ответил знаменитое: «The Devil's to pay!». Рейнольдс спросил, сможет ли Бьюфорд удержать позицию, и Бьюфорд ответил: «Я думаю, да».
Вскоре к хребту Макферсона подошли бригады Катлера и Мередита. Лизандер Катлер сразу развернул свою дивизию поперёк Чамберсбергской дороги, а «Железная бригада» Мередита шла с отставанием, и успела подняться на хребет в самый последний момент. Полковник Уильям Робинсон, командир 7-го Висконсинского полка в бригаде Мередита, впоследствии писал, что его людям пришлось перейти на бег, чтобы успеть развернуться впереди кавалерии и зарядить ружья. Бьюфорд писал в рапорте, что часть кавалеристов, которая стояла в тылу и держала лошадей, присоединилась к висконсинскому полку и приняло участие в бою.
Когда пехота заняла позицию на хребте, Бьюфорд был отправлен в тыл, а затем Плезонтон отослал дивизию в Эммитсберг для пополнения боеприпасов, чем полностью вывел её из сражения. Только бригада Мерритта участвовала в боях 3 июля.

## Смерть
Умер от брюшного тифа

## В кино
- Сэм Эллиотт сыграл роль Бьюфорда в фильме «Геттисберг».